# Poiana Ilvei
Poiana Ilvei è un comune della Romania di 1620 abitanti, ubicato nel distretto di Bistrița-Năsăud, nella regione storica della Transilvania.